# Cincinnati Gardens
Le Cincinnati Gardens était une salle omnisports située à Cincinnati dans l'Ohio. Construit en 1949, avec une capacité de 10 208 places, elle fut la salle de l'équipe NBA des Royals de Cincinnati de 1957 à 1972.

## Évènements
- NBA All-Star Game 1966